# Puchar Spenglera 2005
Puchar Spenglera 2005

## Faza Grupowa
L = lokata, M = liczba rozegranych spotkań, W = Wygrane (ogółem), P = Porażki (ogółem), R = Remisy, WpD = Wygrane po dogrywce, PpD = Porażki po dogrywce, G+ = Gole strzelone, G- = Gole stracone, Pkt = Liczba zdobytych punktów, +/- Różnica bramek
| L  | Drużyna                 | M | Pkt | W | R | P | WpD | PpD | G+ | G- | +/- |
| -- | ----------------------- | - | --- | - | - | - | --- | --- | -- | -- | --- |
| 1. | Team Canada             | 4 | 7   | 3 | 0 | 1 | 0   | 1   | 19 | 7  | +12 |
| 2. | Mietałłurg Magnitogorsk | 4 | 6   | 3 | 0 | 1 | 2   | 0   | 11 | 11 | 0   |
| 3. | Eisbären Berlin         | 4 | 5   | 2 | 0 | 2 | 0   | 1   | 15 | 17 | -2  |
| 4. | HC Davos                | 4 | 4   | 2 | 0 | 2 | 0   | 0   | 16 | 16 | 0   |
| 5. | Sparta Praga            | 4 | 0   | 0 | 0 | 4 | 0   | 0   | 10 | 20 | -10 |

26 grudnia:
- HC Davos - Sparta Praga 5:3
- Team Canada - Mietałłurg Magnitogorsk 1:2 po karnych

27 grudnia:
- Mietałłurg Magnitogorsk - Eisbären Berlin 4:3 po karnych
- HC Davos - Team Canada 2:4

28 grudnia:
- HC Davos - Mietałłurg Magnitogorsk 4:1
- Eisbären Berlin - Sparta Praga 3:2

29 grudnia:
- Team Canada - Eisbären Berlin 6:1
- Mietałłurg Magnitogorsk - Sparta Praga 4:3

30 grudnia:
- Sparta Praga - Team Canada 2:8
- HC Davos - Eisbären Berlin 5:8

## Finał
31 grudnia:
- Team Canada - Mietałłurg Magnitogorsk 3:8

## Ostateczna kolejność
| M | Nazwa klubu             |
| 1 | Mietałłurg Magnitogorsk |
| 2 | Team Canada             |
| 3 | Eisbären Berlin         |
| 4 | HC Davos                |
| 5 | Sparta Praga            |